# Úlehle
Úlehle é uma comuna checa localizada na região da Boêmia do Sul, distrito de Strakonice.

## Galeria

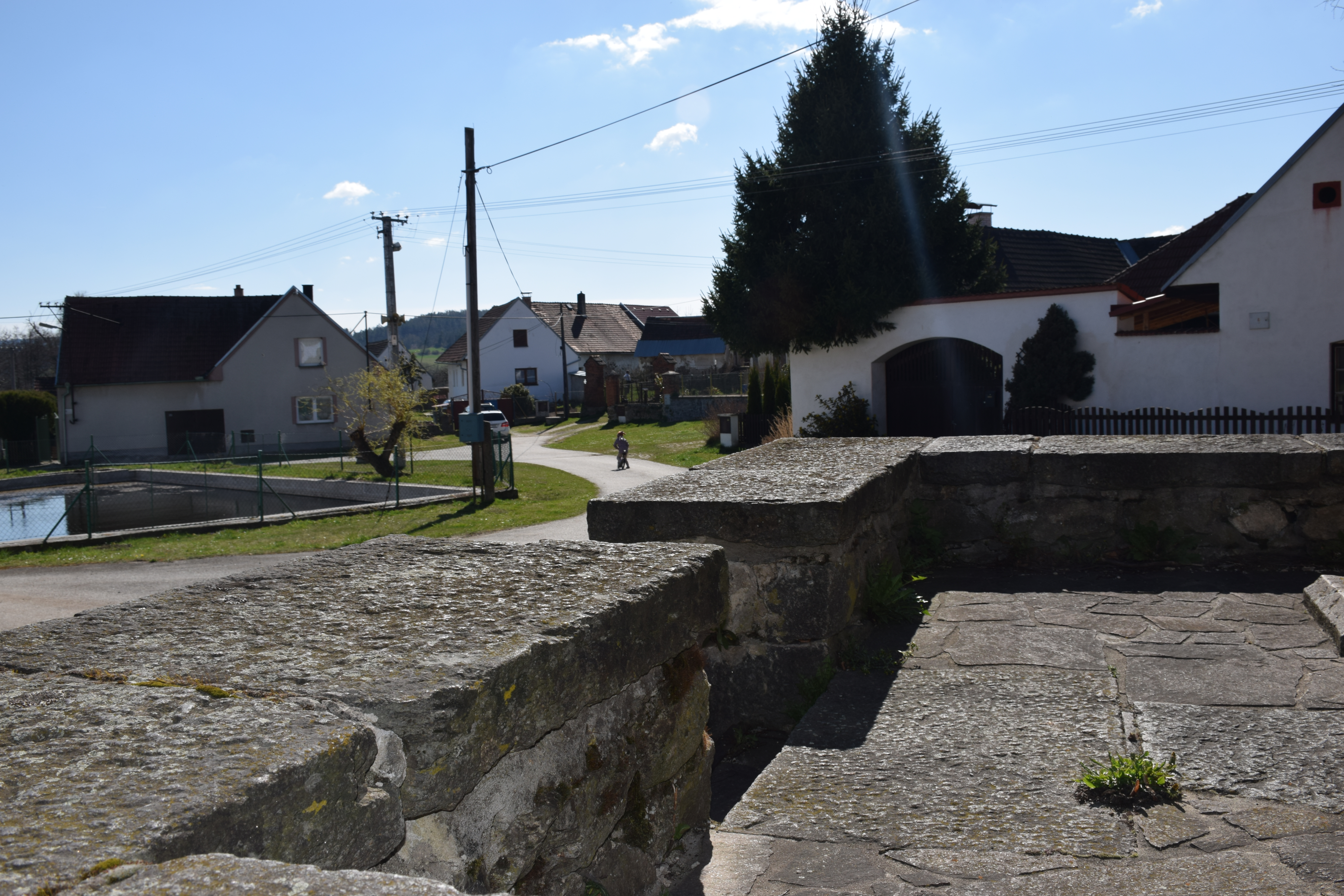
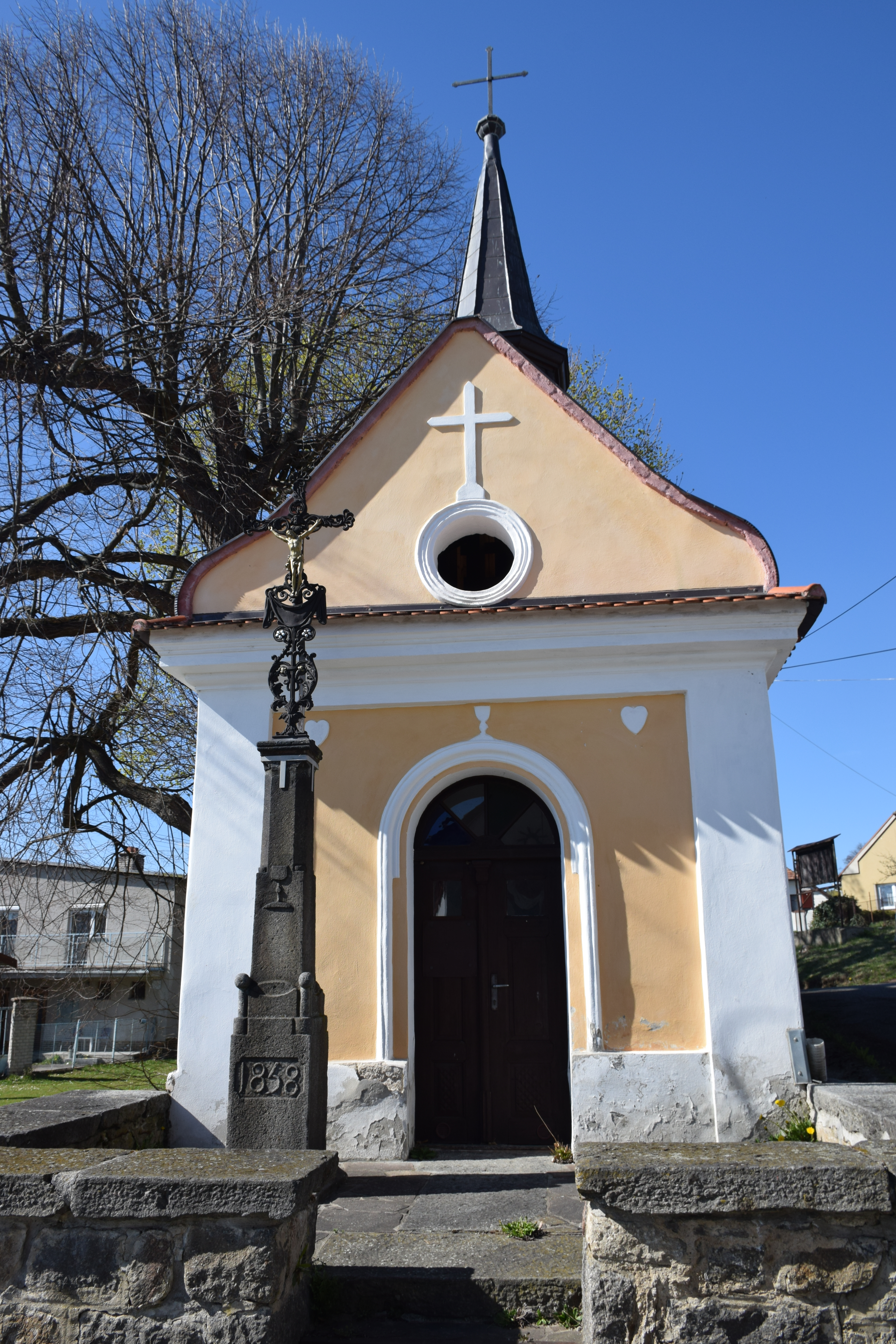
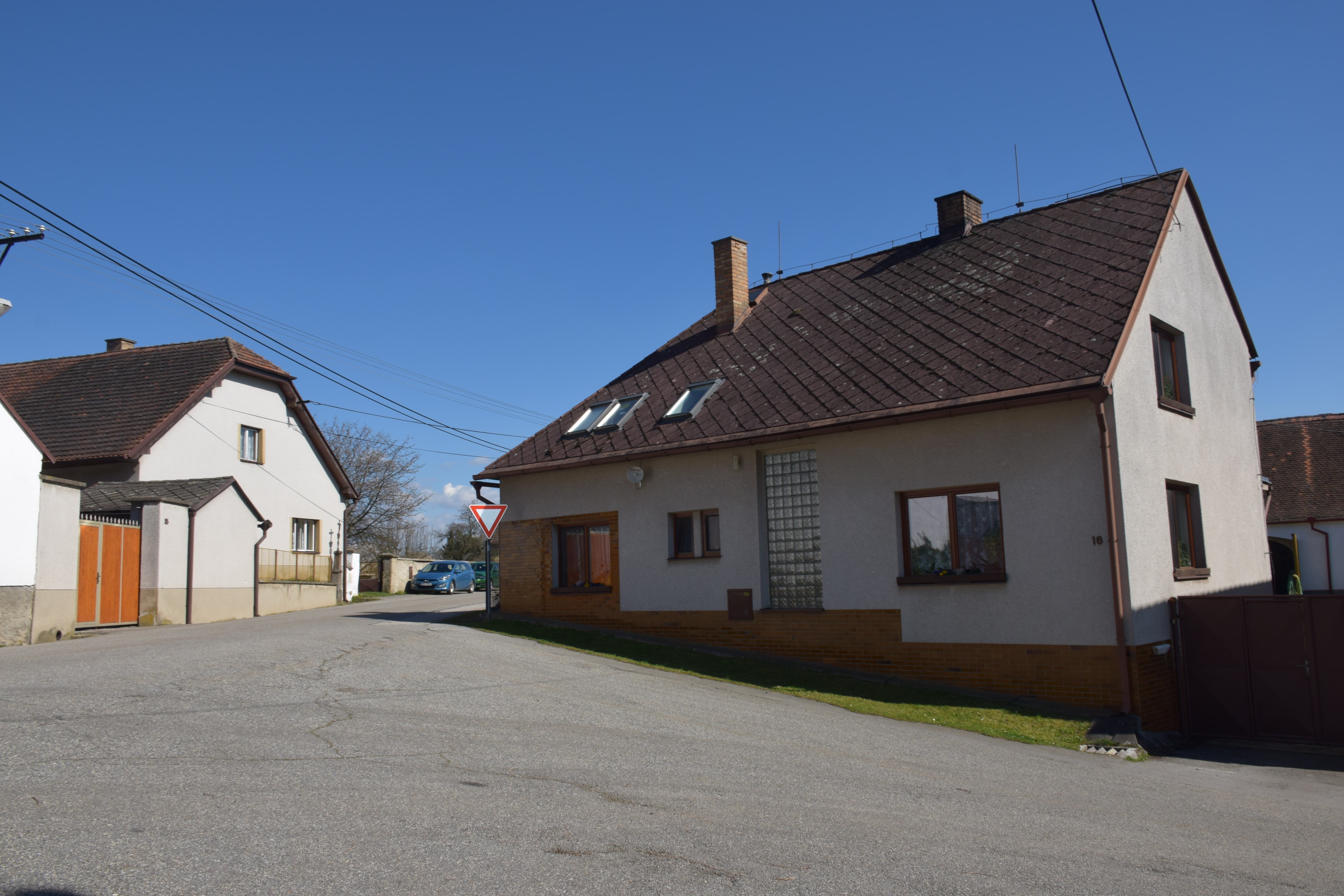